# 3 de abril
3 de abril é o 93.º dia do ano no calendário gregoriano (94.º em anos bissextos). Faltam 272 dias para acabar o ano.

## Eventos históricos

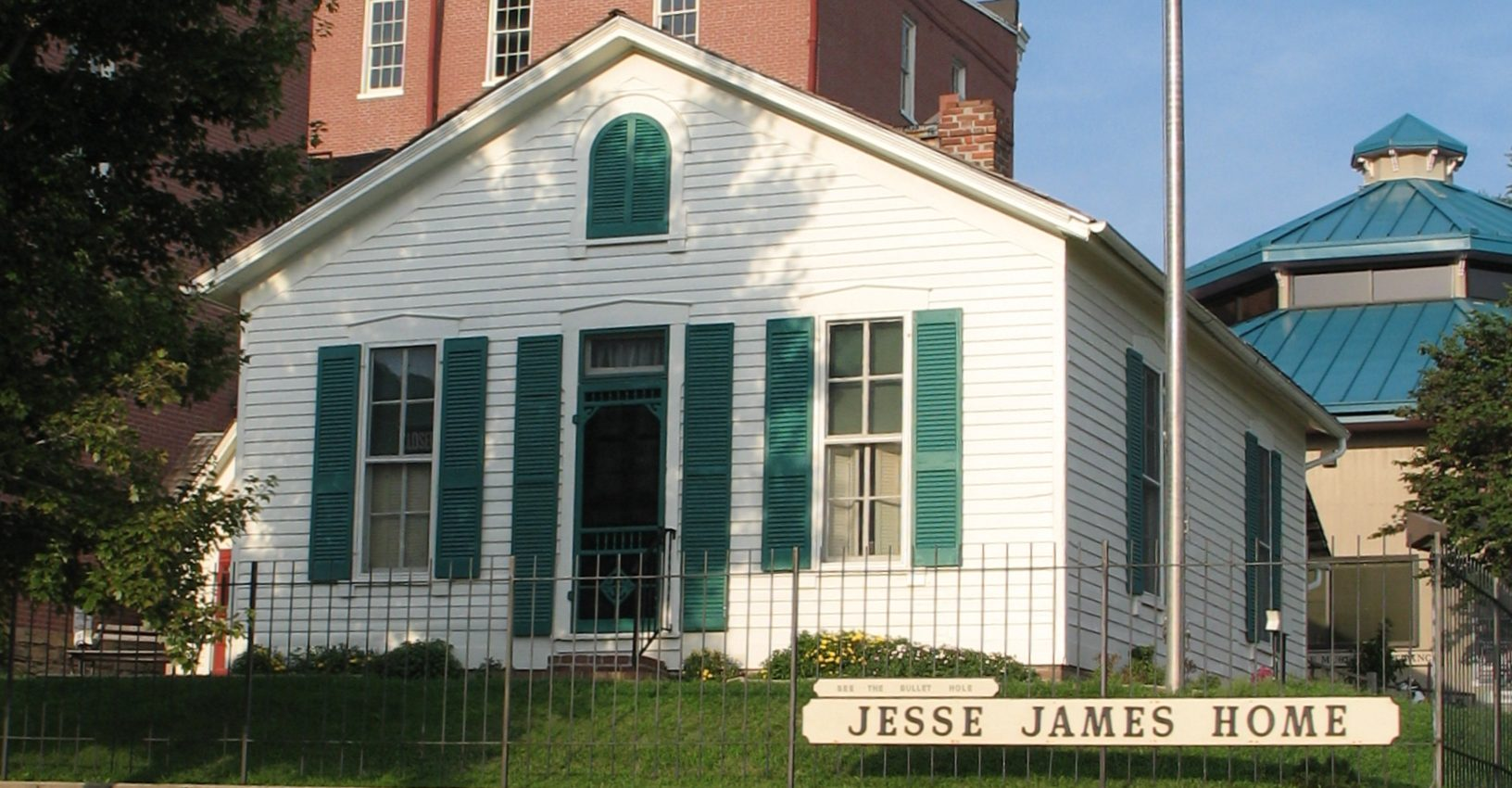
1882: Casa de Jesse James onde foi baleado

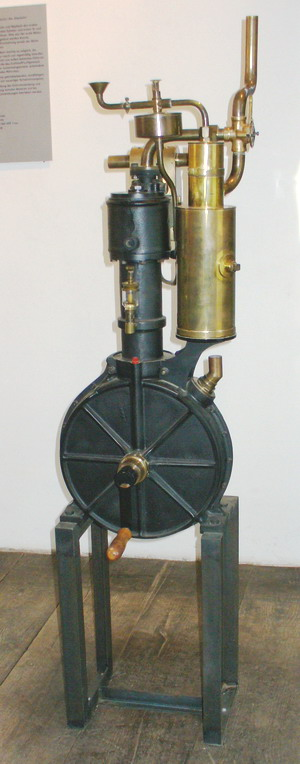
1885: Standuhr-Motor

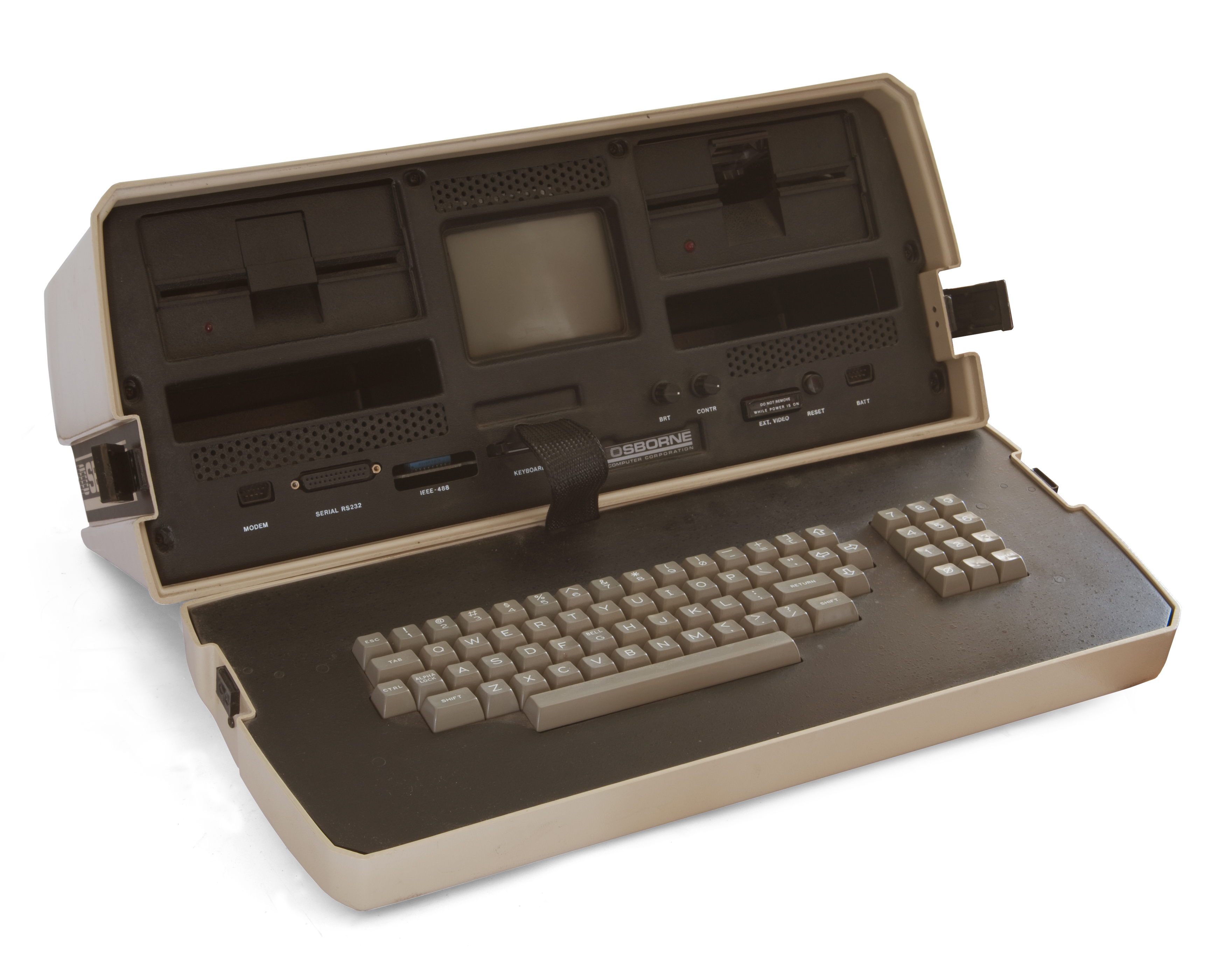
1981: Osborne 1, o primeiro microcomputador portátil

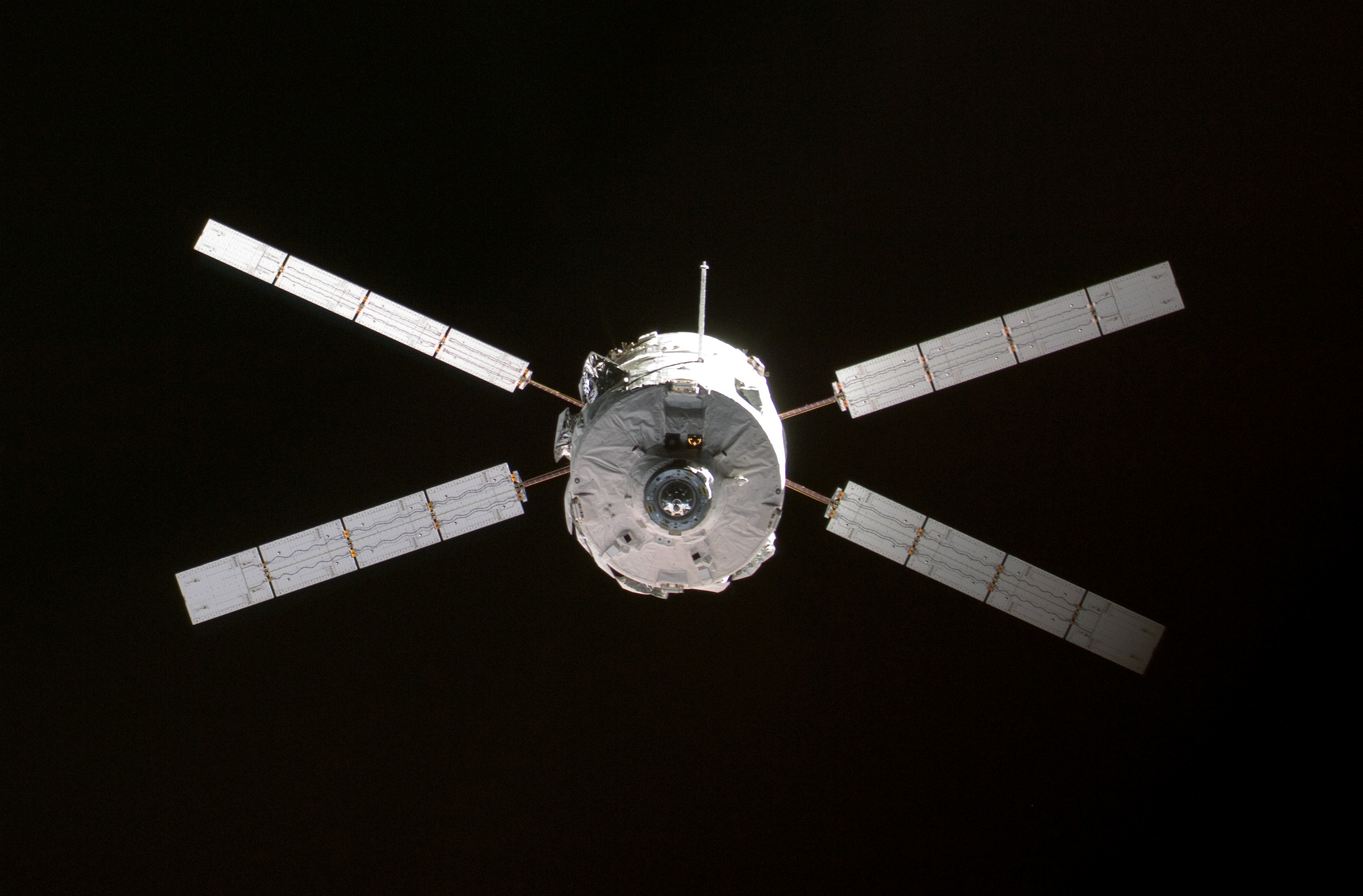
2008: Julio Verne ATV na aproximação à Estação Espacial Internacional

- 0033 — Segundo o Cristianismo, a crucificação de Jesus de Nazaré.
- 0686 — O rei maia Yuknoom Yichʼaak Kʼahkʼ assume o trono de Calakmul.[1]
- 0801 — O rei Luís I, o Piedoso captura Barcelona aos mouros após um cerco de vários meses.
- 1043 — Eduardo, o Confessor é coroado rei da Inglaterra.
- 1077 — É criado o Patriarcado de Friûl, o primeiro estado friuliano.[2]
- 1493 — Cristóvão Colombo é recebido em Barcelona pelos Reis Católicos após a viagem de descoberta da América.
- 1559 — É assinado o segundo dos dois tratados que compõem a Paz de Cateau-Cambrésis, pondo fim às Guerras Italianas.[3]
- 1834 — Os generais da Guerra de independência da Grécia são julgados por traição.
- 1851 — Rama IV é coroado como rei de Sião (Tailândia), após a morte de seu meio-irmão Rama III.
- 1860 — Colocado em funcionamento nos Estados Unidos o correio expresso a cavalo Pony Express, ligando as cidades de St. Joseph, Missouri e Sacramento, Califórnia.
- 1865 — Guerra Civil Americana: as forças legalistas dos Estados Unidos da América (a União) capturam Richmond, Virgínia, a capital dos Estados Confederados da América.
- 1882 — Velho Oeste: Jesse James é morto por Robert Ford.
- 1885 — Gottlieb Daimler recebe uma patente para o Standuhr-Motor que ele inventou. Dirige a primeira motocicleta com motor a gasolina, a chamada Reitwagen.
- 1888 — Crimes do assassino em série Jack, o Estripador: Ocorre o primeiro de onze assassinatos brutais não resolvidos de mulheres cometidos no distrito empobrecido de Whitechapel, no East End de Londres, ou próximo a ele.
- 1895 — O julgamento no caso de difamação movido contra o escritor britânico Oscar Wilde começa, resultando em sua prisão sob a acusação de homossexualidade.
- 1919 — Primeira edição do Jornal do Commercio circula em Recife, Pernambuco, Brasil.
- 1922 — Josef Stalin se torna o primeiro secretário-geral do Partido Comunista da União Soviética.
- 1942 — Segunda Guerra Mundial: as forças japonesas começam um ataque contra os Estados Unidos e as tropas filipinas na Península de Bataan.
- 1946 — O tenente-general japonês Masaharu Homma é executado nas Filipinas por liderar a Marcha da Morte de Bataan.
- 1948 — O presidente dos Estados Unidos Harry S. Truman assina o Plano Marshall, que autoriza 5 bilhões de dólares em ajuda para 16 países.
- 1955 — A União Americana pelas Liberdades Civis anuncia que defenderá o livro Howl, de Allen Ginsberg, contra a acusação de obscenidade.
- 1961 — O gambá-de-Leadbeater (Gymnobelideus leadbeateri) é redescoberto na Austrália após 72 anos.
- 1968 — Martin Luther King Jr. profere seu discurso I've Been to the Mountaintop. Foi assassinado no dia seguinte.
- 1969 — Guerra do Vietnã: o Secretário de Defesa dos Estados Unidos Melvin Laird anuncia que os Estados Unidos começarão a "Vietnamização" dos esforços de guerra.
- 1973 — Martin Cooper da Motorola faz a primeira chamada de telefone móvel portátil para Joel S. Engel da Bell Labs.
- 1975 — Bobby Fischer se recusa a jogar em uma partida de xadrez contra Anatoly Karpov, dando a Karpov o título de Campeão do Mundo por desistência.
- 1981 — O Osborne 1, o primeiro microcomputador portátil comercialmente bem-sucedido, é lançado pela Osborne Computer Corporation.
- 2004 — Terroristas islâmicos envolvidos nos atentados de 11 de Março de 2004 em Madrid são cercados pela polícia num apartamento e suicidam-se com explosivos.
- 2007 — Um Train à Grande Vitesse (TGV) francês na linha de alta velocidade LGV Est estabelece um novo recorde mundial de velocidade oficial, 574,8 km/h.
- 2008
  - ATA Airlines, uma das dez maiores companhias aéreas de passageiros dos Estados Unidos e maior companhia aérea charter, pede falência pela segunda vez e encerra todas as operações.
  - O Julio Verne ATV realiza com sucesso um encontro totalmente automático e manobra de acoplagem na Estação Espacial Internacional (ISS) pela primeira vez.
- 2010 — A Apple Inc. lança o iPad da 1.ª geração, um computador tablet.
- 2013 — Mais de 50 pessoas morrem em inundações resultantes de fortes chuvas em La Plata e Buenos Aires, Argentina.
- 2014 — Papa Francisco assina o decreto que proclama a santidade de São José de Anchieta.
- 2016 — Panama Papers, um vazamento de documentos legais, revela informações sobre 214 488 empresas offshore.
- 2017 — Uma bomba explode no sistema de metrô de São Petersburgo, matando 14 pessoas e ferindo várias outras.
- 2018 — Tiroteio na sede do YouTube.
- 2023 — Véspera da oficialização da Finlândia como membro oficial da OTAN.[4]

## Nascimentos

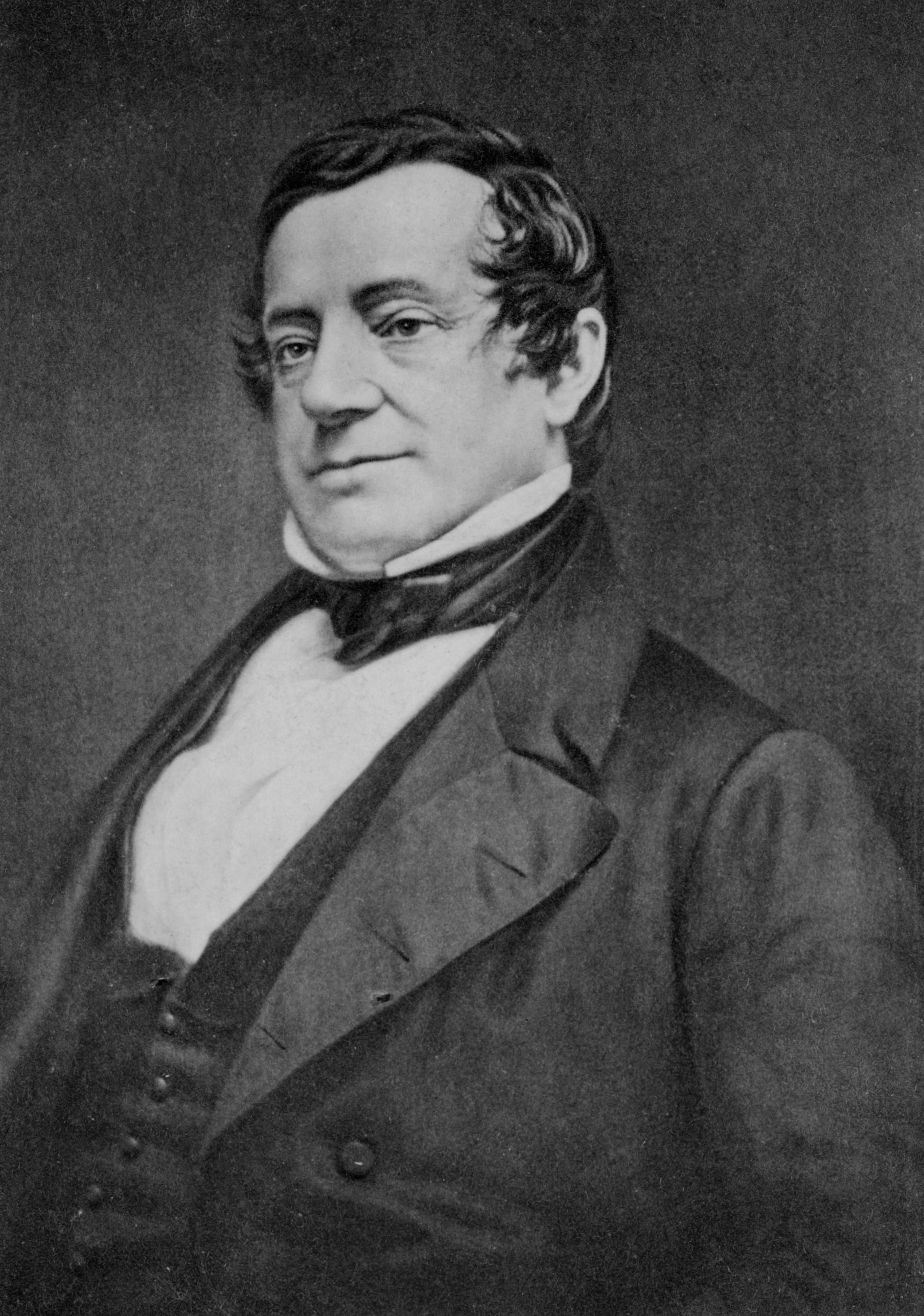
Washington Irving

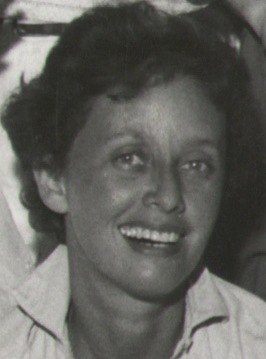
Maria Clara Machado

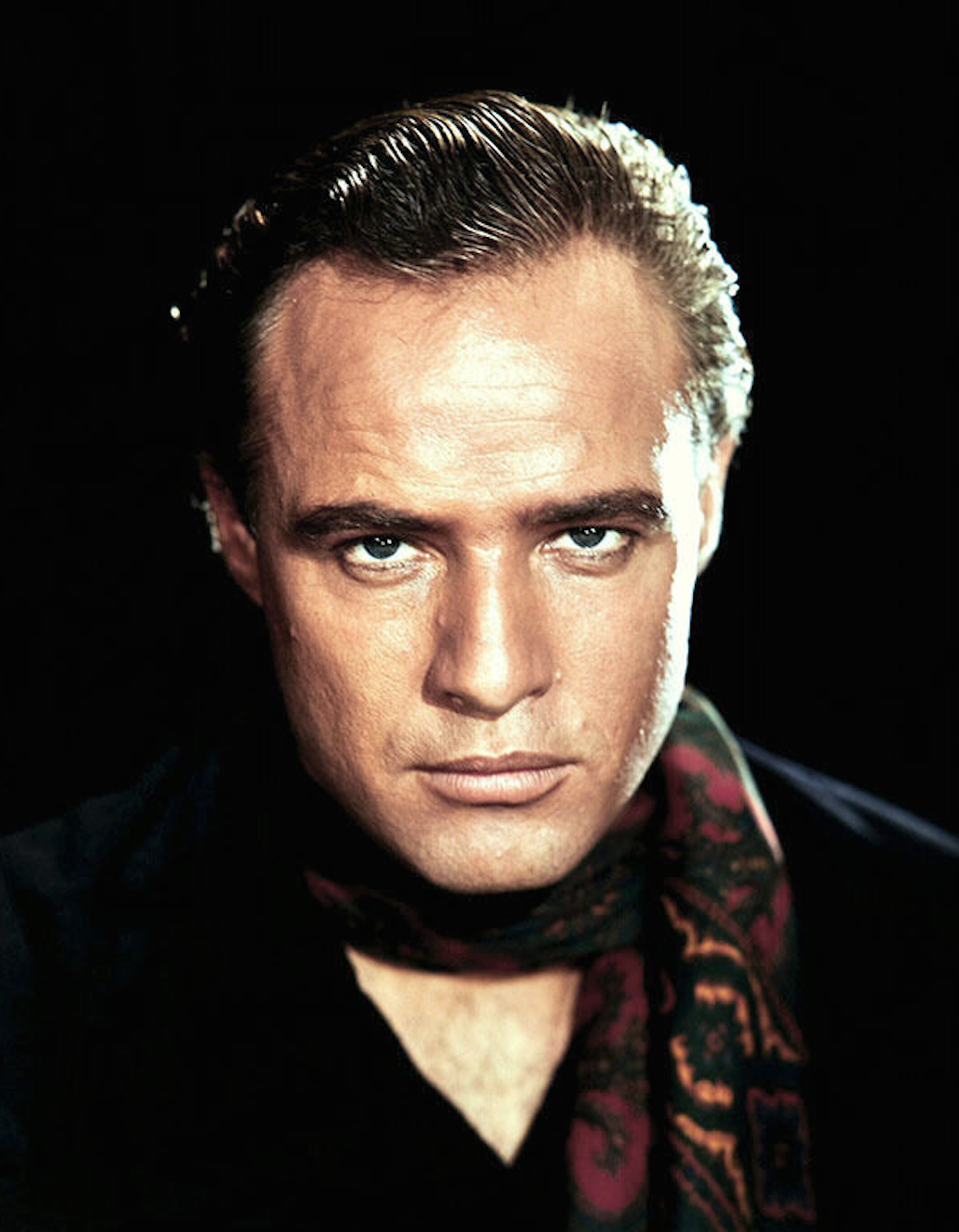
Marlon Brando

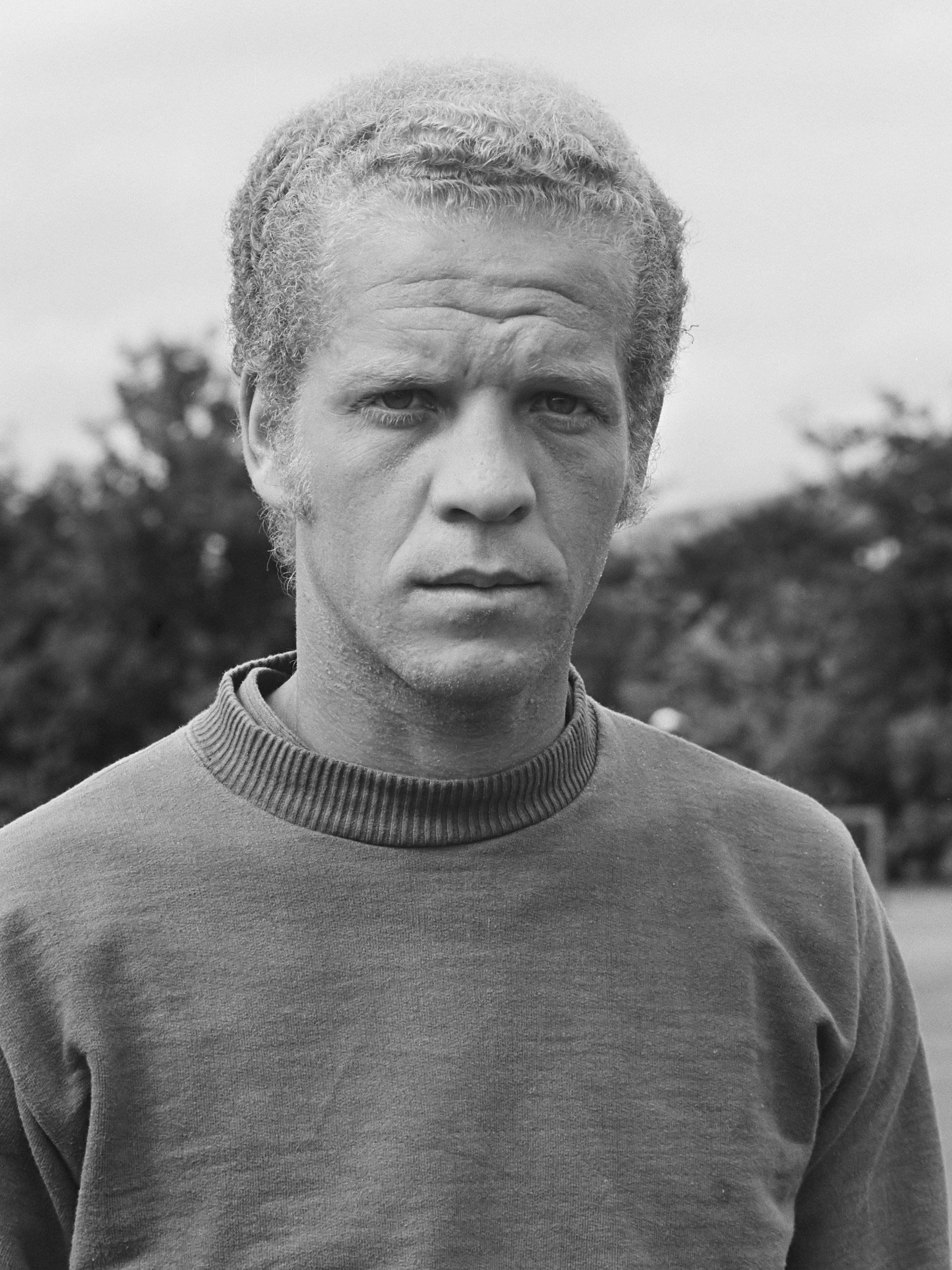
Ademir da Guia

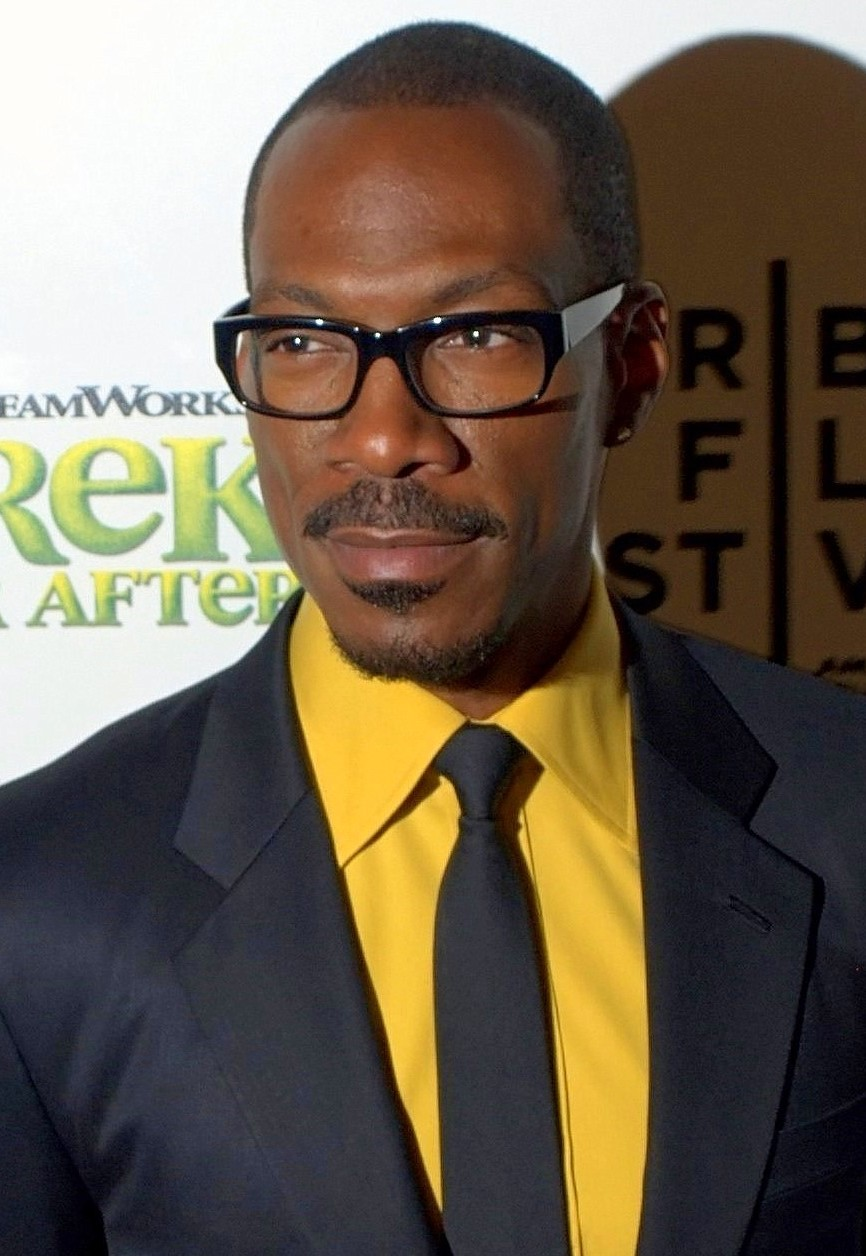
Eddie Murphy

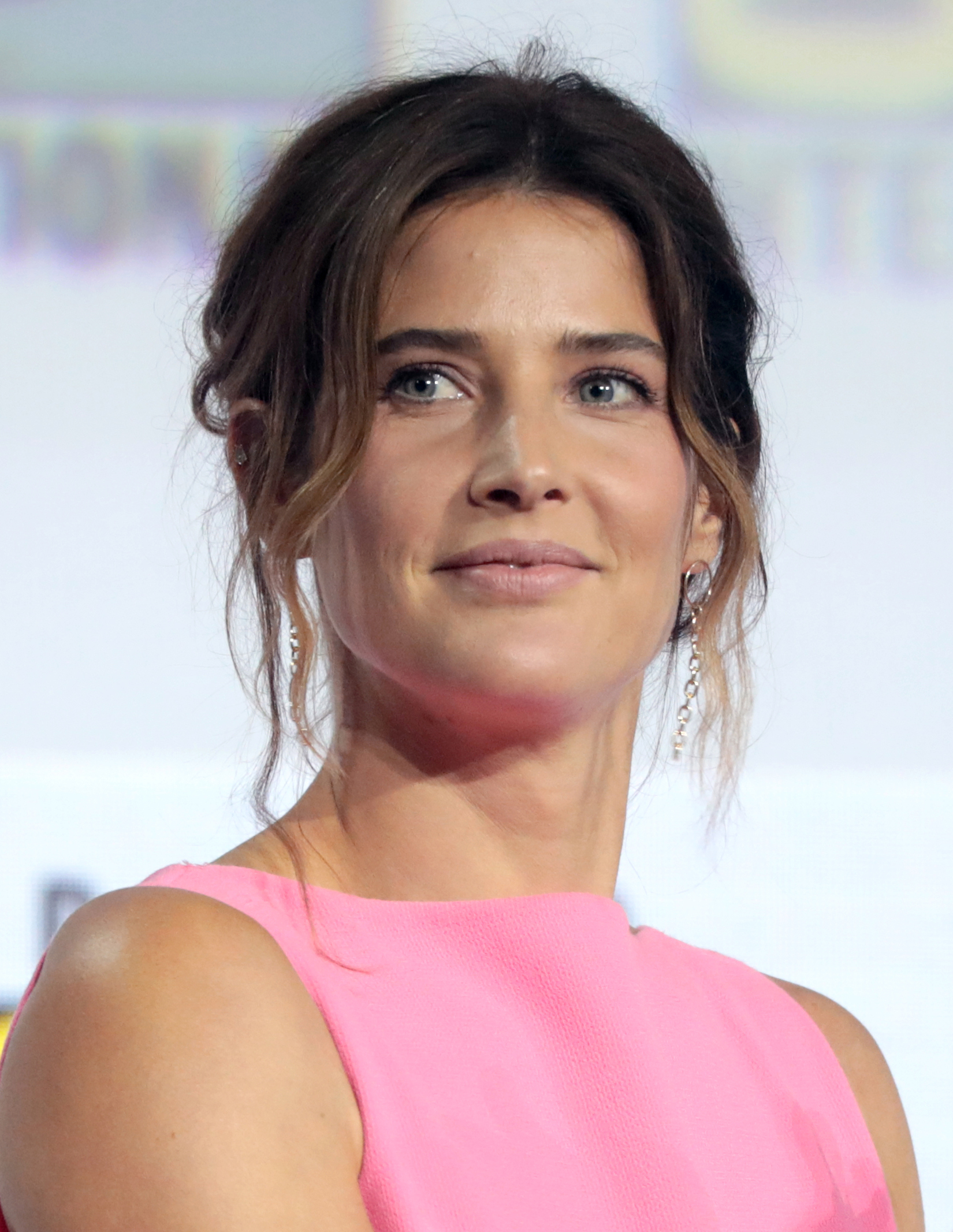
Cobie Smulders

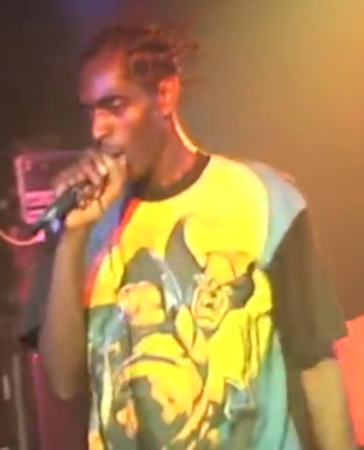
Sabotage

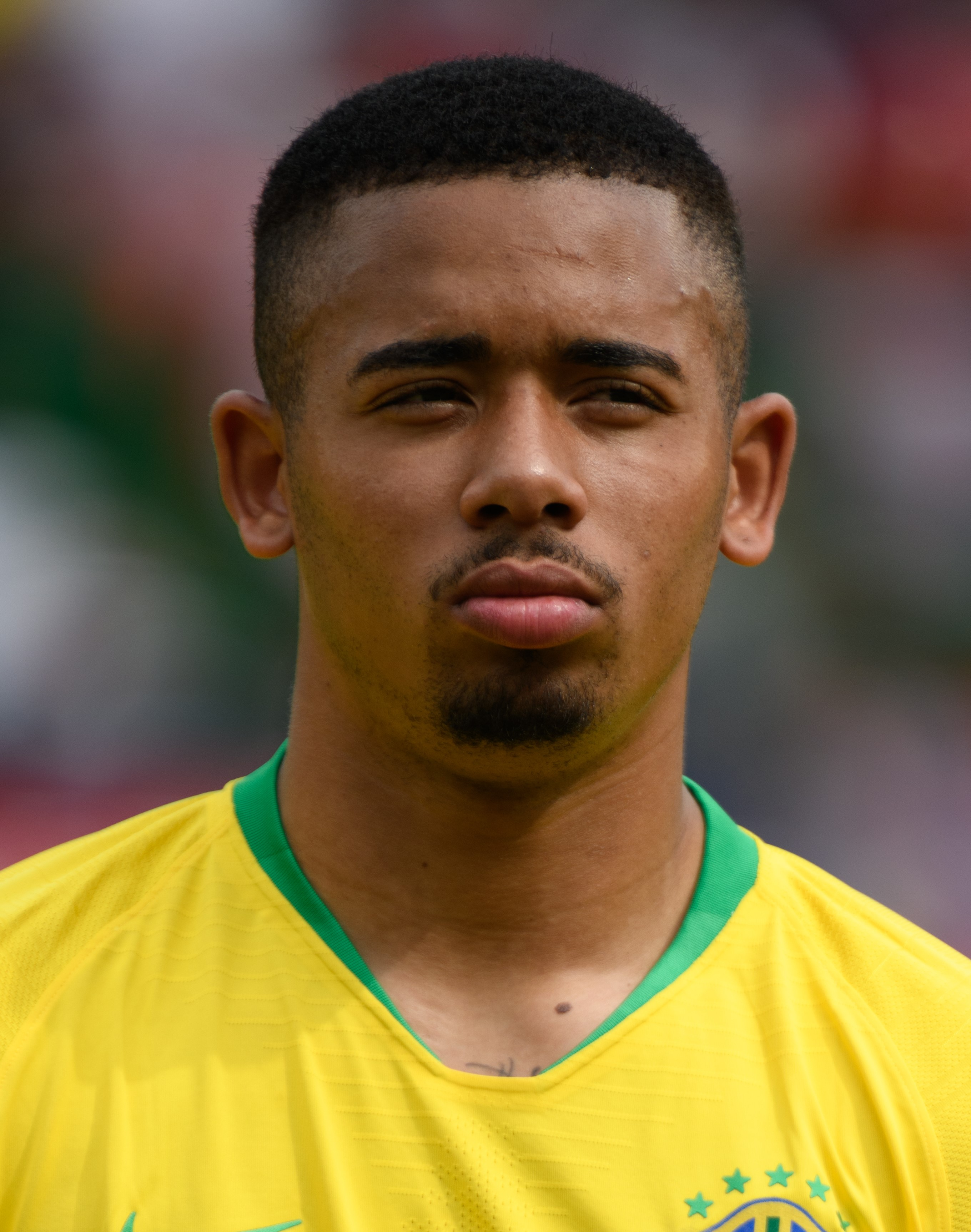
Gabriel Jesus

### Anterior ao século XIX
- 1461 — Ana de França, duquesa de Bourbon (m. 1522).
- 1540 — Maria de Médici, nobre italiana (m. 1557).
- 1593 — George Herbert, poeta inglês (m. 1633).
- 1643 — Carlos V, duque da Lorena (m. 1690).
- 1694 — George Edwards, ornitólogo e entomologista britânico (m. 1773).
- 1715 — William Watson, médico, físico e botânico britânico (m. 1787).
- 1745 — William Eden, estadista e diplomata britânico (m. 1814).
- 1764 — John Abernethy, cirurgião e anatomista britânico (m. 1831).
- 1770 — Theodoros Kolokotronis, general grego (m. 1843).
- 1783 — Washington Irving, contista, ensaísta, biógrafo e historiador estadunidense (m. 1859).
- 1791 — Anne Lister, diarista, alpinista e viajante britânica (m. 1840).
- 1798
  - Charles Wilkes, almirante, geógrafo e explorador americano (m. 1877).
  - John Banim, escritor e dramaturgo irlandês (m. 1842).

### Século XIX
- 1814 — Lorenzo Snow, líder religioso americano (m. 1901).
- 1822 — Edward Everett Hale, religioso, historiador e escritor americano (m. 1909).
- 1832 — Marie Calm, escritora, educadora e ativista alemã (m. 1887).
- 1837 — John Burroughs, botânico e escritor americano (m. 1921).
- 1841 — Hermann Carl Vogel, astrônomo alemão (m. 1907).
- 1848 — Arturo Prat, advogado e capitão chileno (m. 1879).
- 1875 — Mistinguett, atriz e cantora francesa (m. 1956).
- 1880 — Otto Weininger, filósofo e escritor austríaco (m. 1903).
- 1881 — Alcide De Gasperi, jornalista e político italiano (m. 1954).
- 1885
  - Allan Dwan, diretor, produtor e roteirista canadense-americano (m. 1981).
  - Marie-Victorin, botânico e acadêmico canadense (m. 1944).
- 1886 — Dooley Wilson, ator e cantor americano (m. 1953).
- 1888 — Thomas C. Kinkaid, almirante americano (m. 1972).
- 1893 — Leslie Howard, ator britânico (m. 1943).
- 1895
  - Mario Castelnuovo-Tedesco, compositor e educador ítalo-americano (m. 1968).
  - Fritz Reinhardt, oficial alemão (m. 1969).
- 1898
  - George Jessel, ator, cantor e produtor americano (m. 1981).
  - Henry Luce, editor americano (m. 1967).
- 1900 — Camille Chamoun, advogado e político libanês (m. 1987).

### Século XX

#### 1901–1950
- 1904 — Sally Rand, dançarina americana (m. 1979).
- 1905 — Robert Sink, general americano (m. 1965).
- 1909 — Stanisław Ulam, matemático e acadêmico polonês-americano (m. 1984).
- 1911
  - Michael Woodruff, cirurgião e acadêmico britânico (m. 2001).
  - Stanisława Walasiewicz, corredor polonês-americano (m. 1980).
- 1912
  - Dorothy Eden, escritor neozelandês-britânica (m. 1982).
  - Grigóris Lambrákis, médico e político grego (m. 1963).
- 1915 — Piet de Jong, político e oficial da marinha neerlandês (m. 2016).
- 1916 — Herb Caen, jornalista e escritor americano (m. 1997).
- 1917 — Jaime de Sá Meneses, médico, biógrafo e historiador brasileiro (m. 2001).
- 1918 — Mary Anderson, atriz americana (m. 2014).
- 1921 — Maria Clara Machado, escritora, diretora de teatro e atriz brasileira (m. 2001).
- 1922 — Doris Day, atriz e cantora estadunidense (m. 2019).
- 1923 — Daniel Hoffman, poeta e acadêmico americano (m. 2013).
- 1924
  - Marlon Brando, ator e diretor norte-americano (m. 2004).
  - Roza Chanina, militar e atiradora russa (m. 1945).
- 1925 — Tony Benn, aviador e político britânico (m. 2014).
- 1926 — Gus Grissom, coronel, aviador e astronauta estadunidense (m. 1967).
- 1929 — Poul Schlüter, advogado e político dinamarquês (m. 2021).
- 1930
  - Helmut Kohl, político alemão (m. 2017).
  - Mario Benjamín Menéndez, general e político argentino (m. 2015).
- 1934 — Jane Goodall, primatologista e antropologista britânica.
- 1936 — Scott LaFaro, músico norte-americano (m. 1961).
- 1939
  - François de Roubaix, compositor francês (m. 1975).
  - Paul Craig Roberts, economista e político americano.
- 1942
  - Ademir da Guia, ex-futebolista e político brasileiro.
  - Marsha Mason, atriz estadunidense.
  - Wayne Newton, cantor americano.
  - Billy Joe Royal, cantor, compositor e guitarrista americano (m. 2015).
- 1943 — Richard Manuel, cantor, compositor e pianista canadense (m. 1986).
- 1945
  - Bernie Parent, jogador e treinador de hóquei no gelo canadense.
  - Catherine Spaak, atriz francesa (m. 2022).
- 1947 — Clarisse Abujamra, atriz brasileira.
- 1948
  - Jaap de Hoop Scheffer, acadêmico, político e diplomata neerlandês.
  - Hans-Georg Schwarzenbeck, futebolista alemão.
  - Carlos Salinas de Gortari, economista e político mexicano.
- 1949
  - Lyle Alzado, ator e jogador de futebol americano (m. 1992).
  - A. C. Grayling, filósofo e acadêmico britânico.
  - Richard Thompson, cantor, compositor e guitarrista britânico.

#### 1951–2000
- 1953 — James Smith, boxeador americano.
- 1956 — Miguel Bosé, músico e ator espanhol.
- 1958
  - Alec Baldwin, ator, comediante, produtor e apresentador de televisão estadunidense.
  - Francesca Woodman, fotógrafa americana (m. 1981).
- 1959 — David Hyde Pierce, ator e ativista americano.
- 1960 — Arjen Anthony Lucassen, cantor, compositor, guitarrista e produtor neerlandês.
- 1961
  - Eddie Murphy, ator e comediante estadunidense.
  - Paulino, cantor brasileiro.
- 1962
  - Bill Sage, ator americano.
  - Mike Ness, cantor, compositor e guitarrista americano.
- 1963 — Criss Oliva, guitarrista e compositor americano (m. 1993)
- 1964
  - Nigel Farage, político britânico.
  - Bjarne Riis, ciclista e gerente de equipe de ciclismo dinamarquês.
  - Maurício Mattar, cantor e ator brasileiro.
  - Marco Ballotta, ex-futebolista e diretor de futebol italiano.
  - Dom Sebastião Lima Duarte, bispo brasileiro.
  - Leonardo Franco, ator brasileiro.
- 1966 — Rémi Garde, ex-futebolista e treinador de futebol francês.
- 1967 — Cristi Puiu, diretor e roteirista romeno.
- 1968
  - Charlotte Coleman, atriz britânica (m. 2001).
  - Sebastian Bach, cantor, compositor e ator bahamense-canadense.
  - Jamie Hewlett, diretor e performer britânico.
- 1969
  - Rodney Hampton, jogador de futebol americano.
  - Ben Mendelsohn, ator australiano.
  - Lance Storm, lutador e treinador canadense.
  - Adelaide de Sousa, apresentadora portuguesa.
  - Luiz Philippe de Orléans e Bragança, político, cientista político e empresário brasileiro.
- 1971
  - Vitālijs Astafjevs, futebolista e treinador de futebol letão.
  - Emmanuel Collard, automobilista francês.
  - Robert, ex-futebolista brasileiro.
  - Fábio de Melo, padre, cantor e apresentador brasileiro.
- 1972
  - Jennie Garth, atriz e diretora estadunidense.
  - Catherine McCormack, atriz britânica.
  - Sandrine Testud, tenista francesa.
  - Leigh-Allyn Baker, atriz norte-americana
- 1973
  - Adam Scott, ator americano.
  - Igor Simutenkov, ex-futebolista russo.
  - Sabotage, compositor, cantor e ator brasileiro (m. 2003).
- 1974
  - Lecheva, treinador e ex-futebolista brasileiro.
  - Marcelo Picon, lutador de MMA, diretor, produtor e apresentador de televisão brasileiro.
- 1975 — Michael Olowokandi, jogador de basquete nigeriano-americano.
- 1976
  - Cristina Lyra, jornalista brasileira.
  - Nicolas Escudé, ex-tenista francês.
- 1977 — Hussein Fatal, rapper norte-americano (m. 2015).
- 1978
  - Matthew Goode, ator britânico.
  - Tommy Haas, tenista teuto-americano.
  - John Smit, jogador de rúgbi sul-africano.
  - Tim Cornelisse, futebolista neerlandês.
- 1981
  - DeShawn Stevenson, jogador de basquete americano.
  - Éder Bonfim, futebolista brasileiro.
- 1982
  - Adriano Pereira, futebolista brasileiro.
  - Cobie Smulders, atriz canadense.
  - Sofia Boutella, atriz argelina-francesa.
- 1983 — Ben Foster, futebolista britânico.
- 1984 — Maxi López, futebolista argentino.
- 1985
  - Leona Lewis, cantora, compositora e produtora britânica.
  - Jari-Matti Latvala, automobilista finlandês.
- 1986
  - Amanda Bynes, atriz estadunidense.
  - Stephanie Cox, futebolista americana.
  - Sergio Sánchez Ortega, futebolista espanhol.
  - Mickael Carreira, cantor português.
- 1987
  - Rachel Bloom, atriz, escritora e produtora americana.
  - Jay Bruce, jogador de beisebol americano.
  - Ronaldo Conceição, futebolista brasileiro.
  - Julián Simón, motociclista espanhol.
- 1988 — Tim Krul, futebolista neerlandês.
- 1990
  - Karim Ansarifard, futebolista iraniano.
  - Madison Brengle, tenista americana.
  - Sotiris Ninis, futebolista grego.
  - Natasha Negovanlis, atriz e cantora canadense.
- 1991
  - Hayley Kiyoko, atriz e cantora norte-americana.
  - Vini Redd, ator brasileiro.
- 1992
  - Yuliya Efimova, nadadora russa.
  - Juan Cazares, futebolista equatoriano.
- 1993 — Pape Moussa Konaté, futebolista senegalês.
- 1995 — Adrien Rabiot, futebolista francês.
- 1997 — Gabriel Jesus, futebolista brasileiro.
- 1998 — Paris Jackson, atriz, modelo e cantora norte-americana.
- 1999 — Mert Müldür, futebolista turco.

## Mortes

### Anterior ao século XIX
- 0033 — Jesus de Nazaré, profeta, pregador e líder religioso judeu.[5][6][7][8][9][10][11]
- 0963 — Guilherme III da Aquitânia (n. 915).
- 1171 — 0Filipe de Milly, sétimo Grande Mestre dos Cavaleiros Templários (n. 1120).
- 1203 — Artur I, Duque da Bretanha (n. 1187).
- 1253 — Ricardo de Chichester, bispo e santo inglês (n. 1197).
- 1287 — Papa Honório IV (n. 1210).
- 1350 — Eudo IV, Duque da Borgonha (n. 1295).
- 1538 — Isabel Bolena, condessa de Wiltshire e Ormonde (n. 1480).
- 1540 — Garcia de Noronha, administrador colonial português (n. 1479).
- 1680 — Shivaji, imperador indiano (n. 1630).
- 1682 — Bartolomé Esteban Murillo, pintor e educador espanhol (n. 1617).
- 1718 — Jacques Ozanam, matemático e acadêmico francês (n. 1640).
- 1728 — James Anderson, advogado e historiador britânico (n. 1662).

### Século XIX
- 1827 — Ernst Chladni, físico e acadêmico alemão (n. 1756).
- 1849 — Juliusz Słowacki, poeta e dramaturgo polonês-francês (n. 1809).
- 1868 — Franz Berwald, compositor e cirurgião sueco (n. 1796).
- 1879 — Tomás da Anunciação, pintor português (n. 1818).
- 1882 — Jesse James, criminoso e fora da lei norte-americano (n. 1847).
- 1897 — Johannes Brahms, pianista e compositor alemão (n. 1833).
- 1900 — Joseph Bertrand, matemático francês (n. 1822).

### Século XX
- 1930 — Emma Albani, cantora lírica canadense-britânica (n. 1847).
- 1943 — Conrad Veidt, ator, diretor e produtor alemão (n. 1893).
- 1946 — Masaharu Homma, general japonês (n. 1887).
- 1950 — Kurt Weill, compositor e pianista teuto-americano (n. 1900).
- 1954 — Aristides de Sousa Mendes, diplomata português (n. 1885).
- 1963 — Antonieta de Anhalt, princesa de Schaumburg-Lippe (n. 1885).
- 1965 — Ray Enright, cineasta estadunidense (n. 1896).
- 1971 — Manfred B. Lee, escritor norte-americano (n. 1905).
- 1973 — Theo Dutra, jornalista, poeta e advogado brasileiro (n. 1948).
- 1976 — David Dennison, físico e acadêmico americano (n. 1900).
- 1981 — Juan Trippe, empresário americano (n. 1899).
- 1982 — Warren Oates, ator americano (n. 1928).
- 1986 — Peter Pears, tenor e educador britânico (n. 1910).
- 1988 — Milton Caniff, cartunista americano (n. 1907).
- 1990 — Sarah Vaughan, cantora norte-americana (n. 1924).
- 1991 — Graham Greene, romancista, dramaturgo e crítico britânico (n 1904).
- 1994
  - Frank Wells, empresário americano (n. 1932).
  - Agostinho da Silva, filósofo português (n. 1906).
- 1998 — Mary Cartwright, matemática e acadêmica britânica (n. 1900).
- 2000 — Terence McKenna, botânico e filósofo norte-americano (n. 1946).

### Século XXI
- 2002 — Ernst Stojaspal, futebolista austríaco (n. 1925).
- 2003 — Arthur C. Guyton, médico fisiologista americano (n. 1919).
- 2004 — Bibi Vogel, atriz brasileira (n. 1942).
- 2005 — Régis Cardoso, ator e diretor de televisão brasileiro (n. 1934).
- 2008 — Hrvoje Ćustić, futebolista croata (n. 1983).
- 2009
  - Crodowaldo Pavan, geneticista brasileiro (n. 1919).
  - Márcio Moreira Alves, jornalista e político brasileiro (n. 1936).
- 2010
  - Buza Ferraz, ator brasileiro (n. 1950).
  - Eugène Terre'Blanche, ativista político sul-africano (n. 1941).
- 2011 — Gustavo Sondermann, automobilista e instrutor de automobilismo brasileiro (n. 1982).
- 2012
  - Antonio Mingote, cartunista e jornalista espanhol (n. 1919).
  - Richard Descoings, funcionário público francês (n. 1958).
  - Chief Jay Strongbow, lutador americano (n. 1928).
  - José María Zárraga, futebolista e treinador espanhol (n. 1930).
- 2013 — Ruth Prawer Jhabvala, escritora e roteirista teuto-americana (n. 1927).
- 2015 — Bob Burns, baterista e compositor americano (n. 1950).
- 2016
  - Cesare Maldini, futebolista e treinador italiano (n. 1932).
  - Kōji Wada, cantor e compositor japonês (n. 1974).
- 2021
  - Agnaldo Timóteo, cantor, compositor, escritor e político brasileiro (n. 1936).
  - Stan Stephens, político canadense-americano (n. 1929).
- 2022 — June Brown, atriz britânica (n. 1927).
- 2025 — Theodore Edgar McCarrick, prelado e ex-cardeal americano (n. 1930).

## Feriados e eventos cíclicos

### Brasil
- Dia do Atuário
- Aniversário de Macarani, Bahia
- Aniversário de Belford Roxo, Rio de Janeiro
- Aniversário de Araranguá, Santa Catarina
- Aniversário de Cerquilho, São Paulo
- Aniversário de Jacareí, São Paulo
- Aniversário de Tibau do Sul, Rio Grande do Norte
- Aniversário de Pedro Osório, Rio Grande do Sul
- Aniversário de Aracruz, Espírito Santo

### Cristianismo
- Ágape, Quiônia e Irene
- Ricardo de Chichester

## Outros calendários
- No calendário romano era o 3.º dia (III) antes das nonas de abril.
- No calendário litúrgico tem a letra dominical B para o dia da semana.
- No calendário gregoriano a epacta do dia é xxvii.